# Tornike Tsjakadoea
Tornike Tsjakadoea (* 5. Oktober 1996 in Leeuwarden) ist ein niederländischer Judoka. Er war 2021 Olympiafünfter.

## Sportliche Karriere
Tornike Tsjakadoea ist georgischer Abstammung. Seit 2011 ist er bei internationalen Turnieren dabei. 2013 war er in der Gewichtsklasse bis 55 Kilogramm Dritter der Kadetten-Weltmeisterschaften. Seit Ende 2013 tritt Tsjakadoea in der Gewichtsklasse bis 60 Kilogramm an. 2015 wurde er Dritter bei den U23-Europameisterschaften. 2016 siegte er bei den Junioren-Europameisterschaften. 14 Tage später gewann er bei den niederländischen Meisterschaften. Im November 2016 erkämpfte er eine weitere Bronzemedaille bei den U23-Europameisterschaften.
2019 belegte Tornike Tsjakadoea den siebten Platz bei den im Rahmen der Europaspiele in Minsk ausgetragenen Europameisterschaften. Bei den Weltmeisterschaften 2021 schied er in seinem ersten Kampf aus. Anderthalb Monate später bei den Olympischen Spielen in Tokio traten im Superleichtgewicht 23 Judoka an. Tsjakadoea besiegte in seinem Auftaktkampf den Mongolen Daschdawaagiin Amartüwschin und dann im Achtelfinale den Russen Robert Mschwidobadse. Nach einer Viertelfinalniederlage gegen den Taiwaner Yang Yung-wei bezwang der Niederländer in der Hoffnungsrunde den Ukrainer Artem Lessjuk. Im Kampf um eine Bronzemedaille verlor Tornike Tsjakadoea gegen den Kasachen Jeldos Smetow. Tsjakadoea wurde in Tokio auch Fünfter mit dem Mixed-Team, wobei er seine Kämpfe gegen Leichtgewichtler oder Halbleichtgewichtler verlor.
2022 wurde Tsjakadoea Siebter der Europameisterschaften in Sofia und schied bei den Weltmeisterschaften in Taschkent im Achtelfinale aus. Auch bei den Europameisterschaften 2023 und den Weltmeisterschaften 2024 war für Tsjakadoea im Achtelfinale das Turnier vorbei. Bei den Olympischen Spielen 2024 unterlag er in seinem Auftaktkampf dem späteren Olympiasieger Jeldos Smetow aus Kasachstan.